# Navy Mark IV

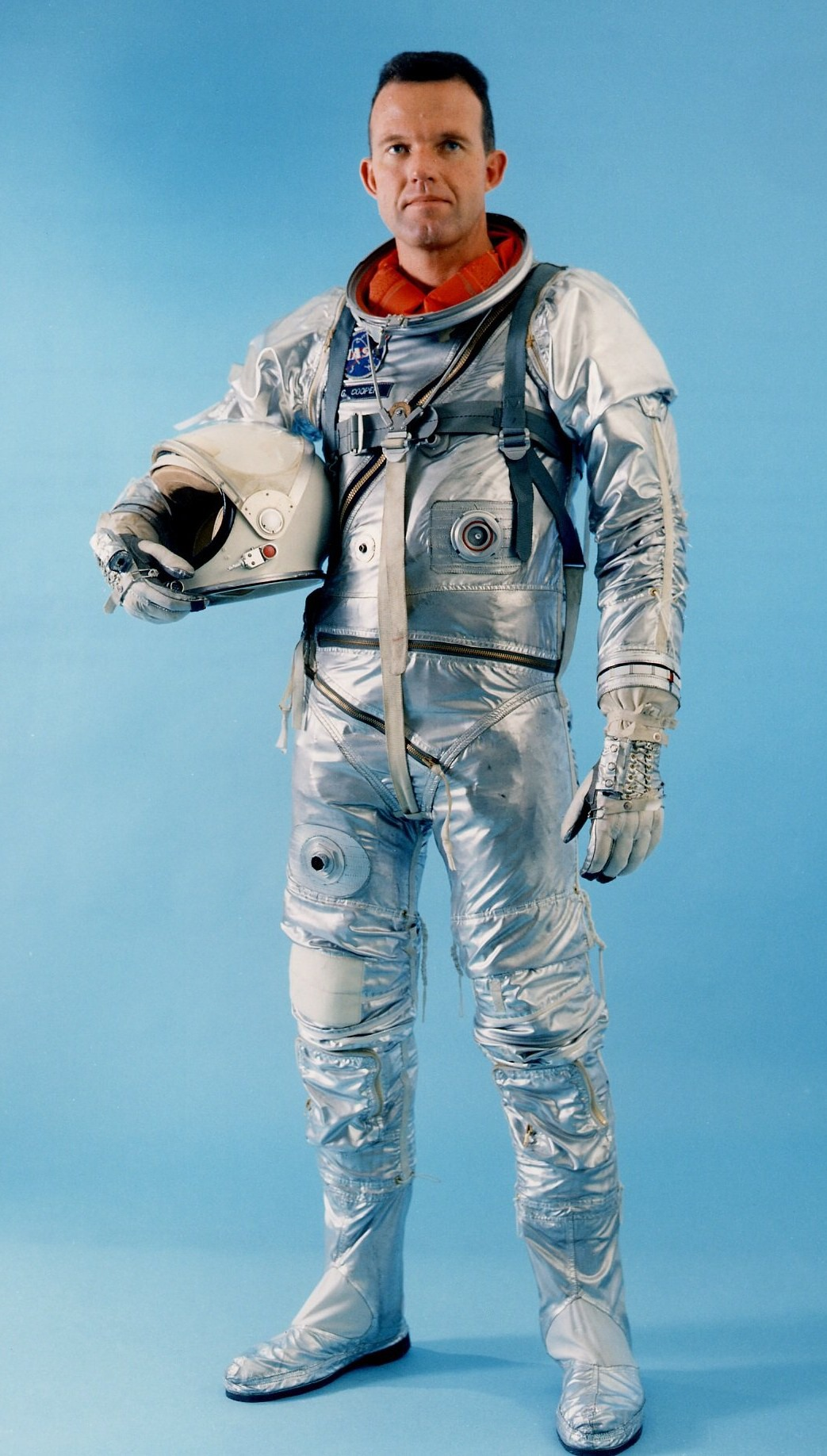
Gordon Cooper dans une combinaison Mercury.

La Navy Mark IV ou combinaison Mercury est la  combinaison spatiale des missions Mercury de l'agence spatiale américaine, la NASA. Elle permet à un astronaute de faire face à un événement de décompression s'il survenait dans la capsule Mercury (combinaison intravéhiculaire). Elle est pressurisée lors des phases critiques du vol à une pression de 0,26 bar via un flexible connecté au système de support de vie du vaisseau spatial. Elle comprend un parachute et un système de flottaison. Sa masse est de 10,7 kilogrammes. Elle  est directement dérivée des combinaisons utilisées par les pilotes d'essais d'avions volant à très haute altitude. Elle est développée par la société Goodrich et fabriquée à 32 exemplaires de vol (plus 4 prototypes). Elle est utilisée par les astronautes des six vols Mercury entre 1961 et 1963.